# François de La Rochefoucauld
La Rochefoucauld (ejtsd: laʀɔʃfuko) (Párizs, 1613. szeptember 15. – Párizs, 1680. március 17.) kalandos életű francia herceg, író és moralista, akinek neve mindenekelőtt Maximes (Maximák) című aforizmakötetének köszönhetően maradt fenn. Descartes, Pascal és La Bruyère mellett ő volt a 17. század negyedik nagy francia gondolkodója.

## Neve
La Rochefoucauld a francia főnemesség legelőkelőbb, hercegi címet viselő rétegéhez tartozott. A franciában két szó is van a hercegi cím jelölésére: a prince és a duc. A La Rochefoucauld-családban a családfőt a duc de La Rochefoucauld cím illette meg, a családfő elsőszülött fiát pedig – aki generációról generációra a François nevet kapta – a család egyik birtokára utaló prince de Marcillac (Marcillac hercege). Így volt ez az író esetében is: apja, François V, duc de La Rochefoucauld (V. Ferenc, La Rochefoucauld hercege) 1650-ben bekövetkezett haláláig őt is François VI, prince de Marcillacnak hívták, s csak akkor lett François VI, duc de Larochefoucauld (VI. Ferenc, Larochefoucauld hercege).
Az utókor persze nem tartja számon e részleteket, s a La Rochefoucauld nevet hallva a mai emberek (a franciák is) csak egy régi íróra, a maximák szellemes szerzőjére gondolnak; hajdani hercegi méltóságáról kevesen tudnak, s keresztnevét is csak kevesen ismerik.

## Élete

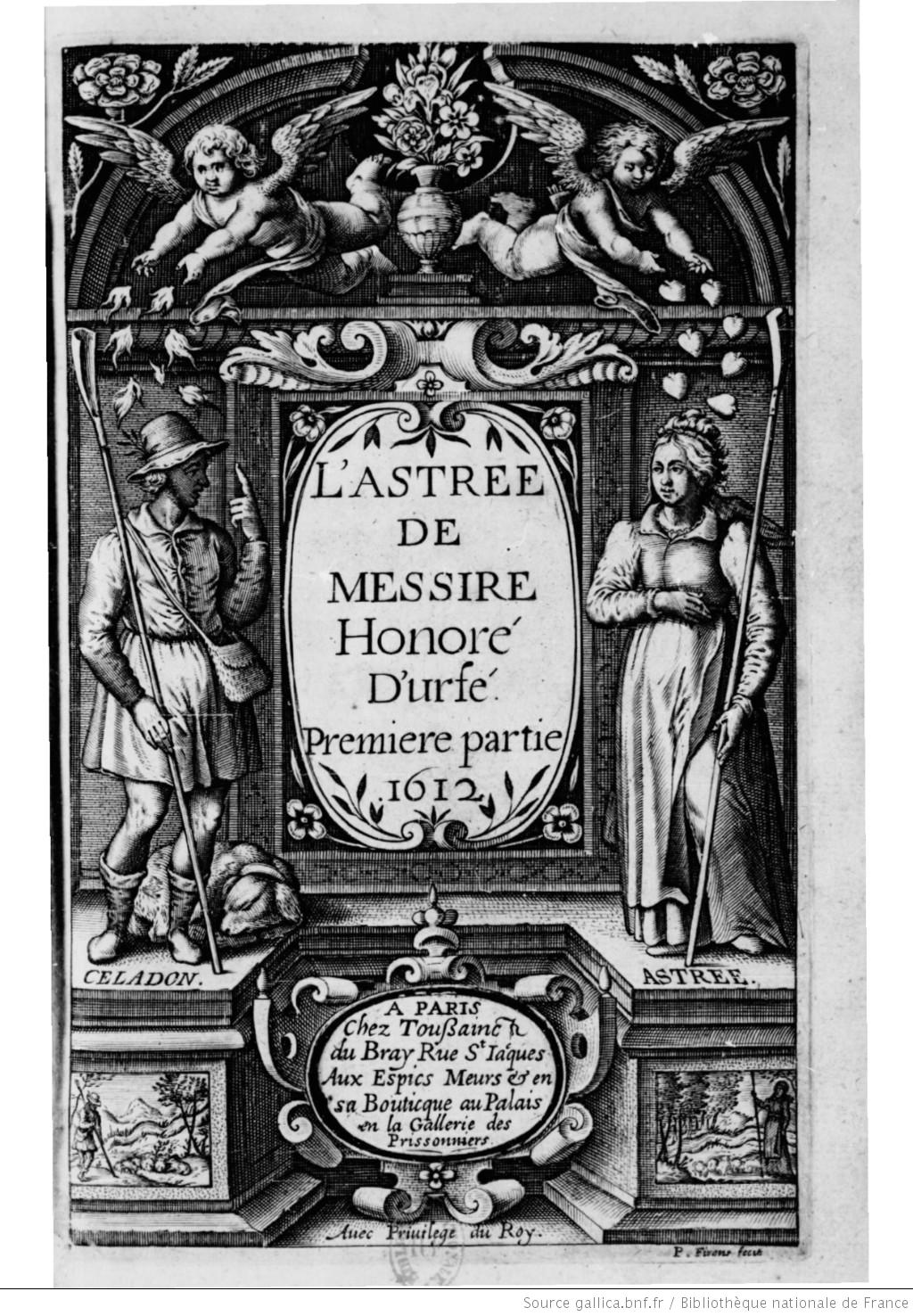
A L’Astrée első kötetének 1612-es kiadása

La Rochefoucauld élete kora ifjúságától haláláig a fizikai és szellemi kalandok szakadatlan sorozata volt: 15 éves kor előtt megnősült, házasságából nyolc gyermeke – öt fia és három lánya – született, 16 éves korában már Itáliában katonáskodott, 22 évesen szeretője lett a 35 éves Marie de Chevreuse hercegnének, a hölgy hatása alatt belebonyolódott a királyi udvar intrikáiba, szembefordult Richelieu bíboros főminiszterrel, kegyvesztetté vált, a Bastille-t is megjárta. Szabadulása után ismét katonai és politikai kalandok sora következett, nemegyszer megsebesült, testi-lelki kapcsolatba került a század sok hírességével: Longueville hercegnével (aki gyermeket is szült neki) és Madame de Lafayette-tel, a ma is olvasott Princesse de Clèves (Clèves hercegnő) írójával. A Fronde-ban együtt harcolt a Nagy Condé herceggel. La Fontaine neki dedikálta két meséjét is. Halála előtt az utolsó kenetet Bossuet-től kapta, akit a franciák nemcsak XV. Lajos király nevelőjeként, hanem jelentős egyházi íróként is számon tartanak.

### Gyermekkora és ifjúsága
La Rochefoucauld elsőszülött fiúként, a duc de Larochefoucauld cím várományosaként született Párizsban 1613. szeptember 15-én. Főnemesi családjának rangját mutatja, hogy Antoine de La Rochefoucauld angoulême-i püspök keresztelte meg, s keresztapja François de La Rochefoucauld bíboros, senlisi püspök volt.
Nevelését szülei egy poitoui költőre, Julien Colardeau-ra bízták, aki nem sokat követelt tanítványától, inkább csak olvasmányokkal látta el. François már gyerekként olvashatta a kor híres regényét, Honoré d’Urfé L’Astrée-ját, amely ötezer oldalon írja le egy pásztorfiú és egy pásztorlány, Céladon és Astrée V. századi szerelmi történetét.
Talán olvasmányai is hozzájárultak korai éréséhez; tény, hogy alig múlt 14 éves, amikor 1628. január 20-án feleségül vette Andrée de Vivonne bárónőt.
1629-ben, még 16. életévének betöltése előtt önkéntesként részt vett XIII. Lajos hadseregének itáliai hadjáratában, s egészen 1631 márciusáig katonáskodott.
Elsőszülött fia, VII. Ferenc 1634. június 15-én született.

### Kalandos férfikora

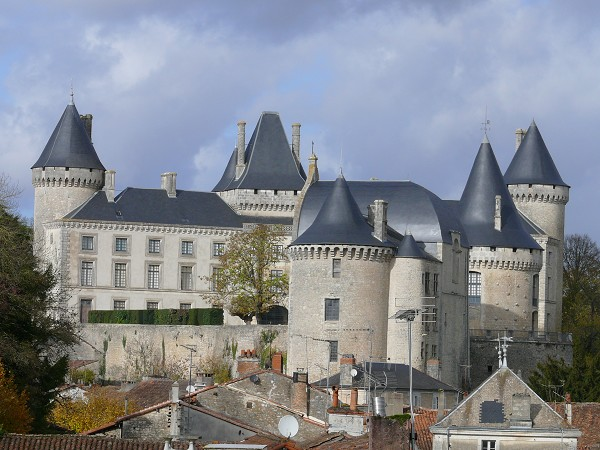
A La Rochefoucauld-család ősi verteuil-i kastélya

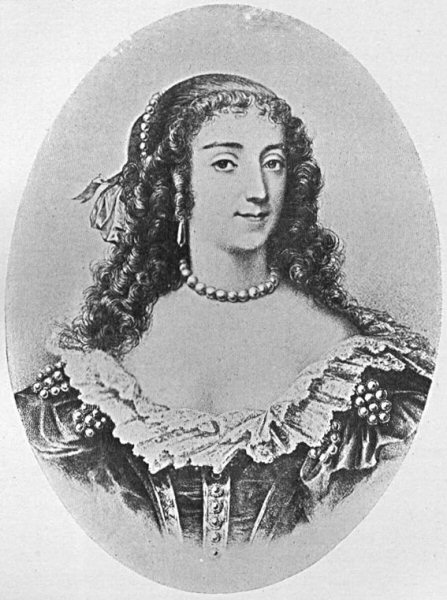
Chevreuse hercegné

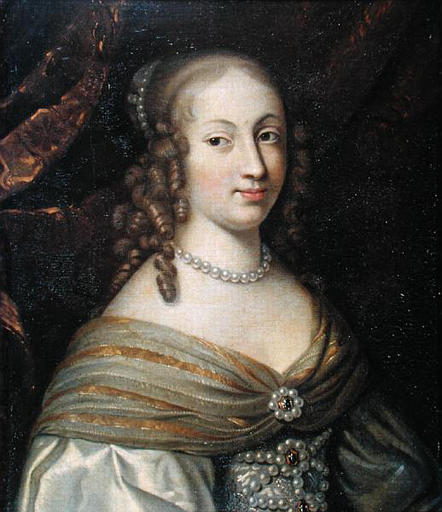
Longueville hercegnő

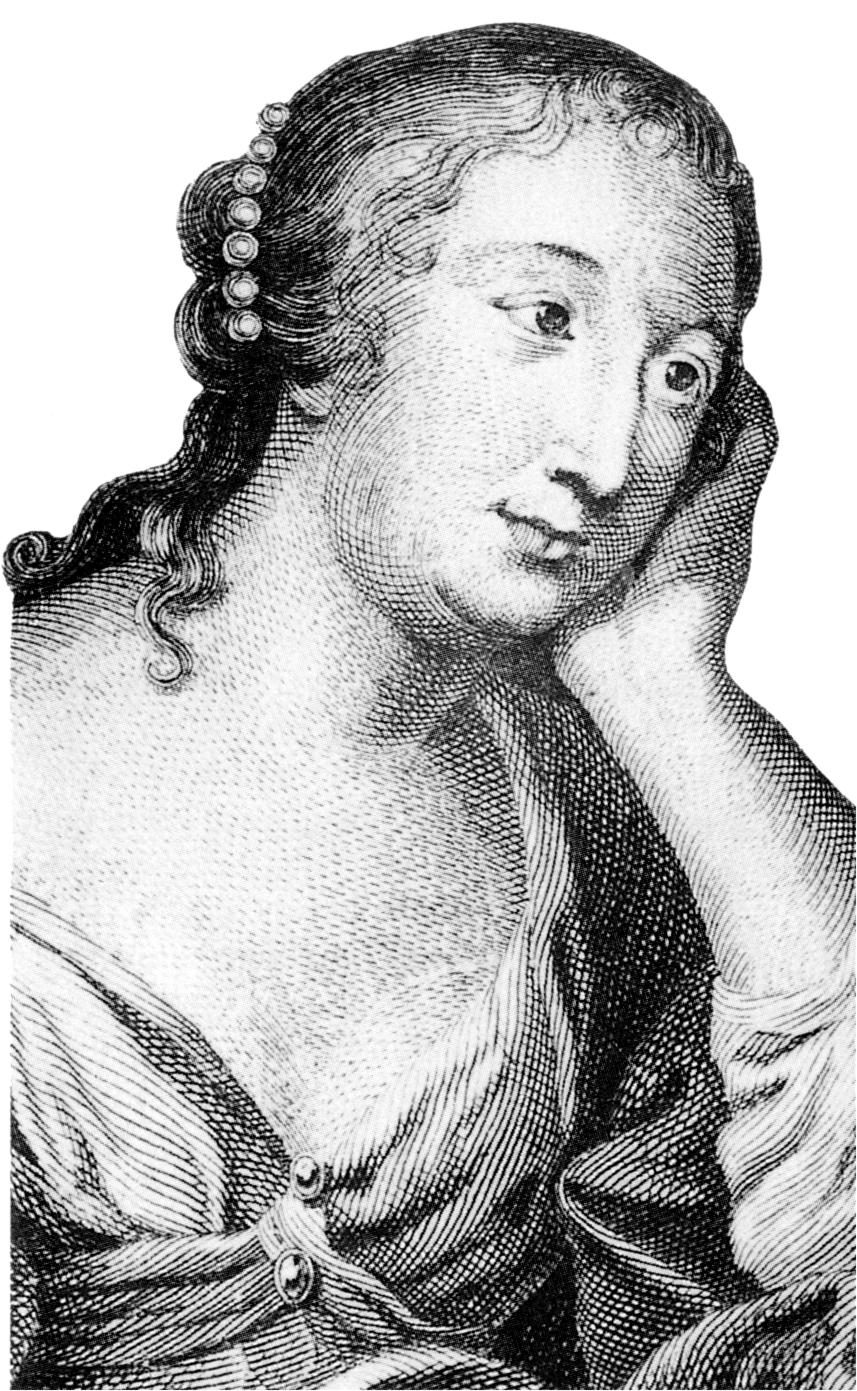
Madame de Lafayette

1635-ben a spanyolok ellen harcolt önkéntesként, de a hadjárat végén, Párizsba való visszatérésekor a király környezetének nem tetsző kijelentéseket tett, ezért száműzték XIII. Lajos udvarából. Ekkor a szintén száműzött apjához utazott, Angoulême környékén fekvő birtokukra, Verteuil-be, és a kegyvesztettség keserűségét azzal enyhítette, hogy szerelmi kapcsolatra lépett a királyné környezetéhez tartozó befolyásos, de akkor éppen Tours városába száműzött Chevreuse hercegnével, aki 13 évvel volt idősebb nála.
Katonai és szerelmi kalandjai közepette is szorgalmasan gondoskodott utódai nemzéséről: 1635-ben megszületett második fia, 1637-ben első, 1638-ban második, 1641-ben harmadik leánya, 1642-ben harmadik, 1646-ban negyedik, 1655-ben pedig utolsó, ötödik fia.
1637-ben apját visszafogadta kegyeibe a király, s vele együtt La Rochefoucauld is visszatérhetett a királyi udvarba. Itt hamarosan intrikákba keveredett: a nagy hatalmú Richelieu bíborossal feszült viszonyban álló Anna királynét Brüsszelbe akarta menekíteni. Terve kudarcot vallott, bűnösnek találták, s egy hétre a Bastille-ba zárták, majd két évre ismét apja ősi birtokára, a verteuil-i kastélyba száműzték.
A két év elteltével 1639-ben tovább katonáskodott, s vitézsége elismeréseként Richelieu nemcsak megbocsátott neki, hanem magas katonai beosztást is felajánlott, de La Rochefoucauld ezt nem fogadta el, hogy megőrizhesse függetlenségét a bíborossal szemben.
1642. december 4-én meghalt Richelieu bíboros. Néhány héttel később, karácsonykor La Rochefoucauld részvételével már el is kezdődött az a főnemesi szervezkedés, amely az ország gazdasági életét hosszú időre szétziláló 1648–53 közötti Fronde mozgalomba torkollott.
1643-ban meghalt XIII. Lajos király. A trónörökös, XIV. Lajos ekkor még gyermek volt, a hatalmat régensként anyja, Ausztriai Anna anyakirályné, és főleg annak bizalmasa, Mazarin bíboros gyakorolta 1651-ig, sőt valójában a 13 éves XIV. Lajos 1651-es nagykorúvá nyilvánítása után is, egészen 1661-ig).
La Rochefoucauld-t a királyné 1647-ben még kormányzóvá nevezte ki Poitou tartomány élére, de 1648 decemberében, a zavargások kirobbanásakor a herceg azonnal átállt a zendülők oldalára. Szerelmi viszonyt tartott fenn Anne Geneviève de Bourbonnal, Longueville hercegnével, a központi hatalom ellen lázadó II. Louis de Bourbon-Condé-nak, Enghien hercegének, a „Nagy Condénak”, a Fronde vezérének nővérével, ebből a kapcsolatból 1649 januárjában fia is született. E szerelmi kapcsolatát kihasználva La Rochefoucauld a Fronde mozgalom egyik vezéralakja lett. A Fronde következő, zavaros éveiben azonban szinte minden barátjával, protektorával és magával Anna anyakirálynéval is összeütközésbe került, aki megtorlásként leromboltatta a verteuil-i kastélyt, 1651 szeptemberében pedig Longueville hercegné is szakított vele.

### Alkotó évei

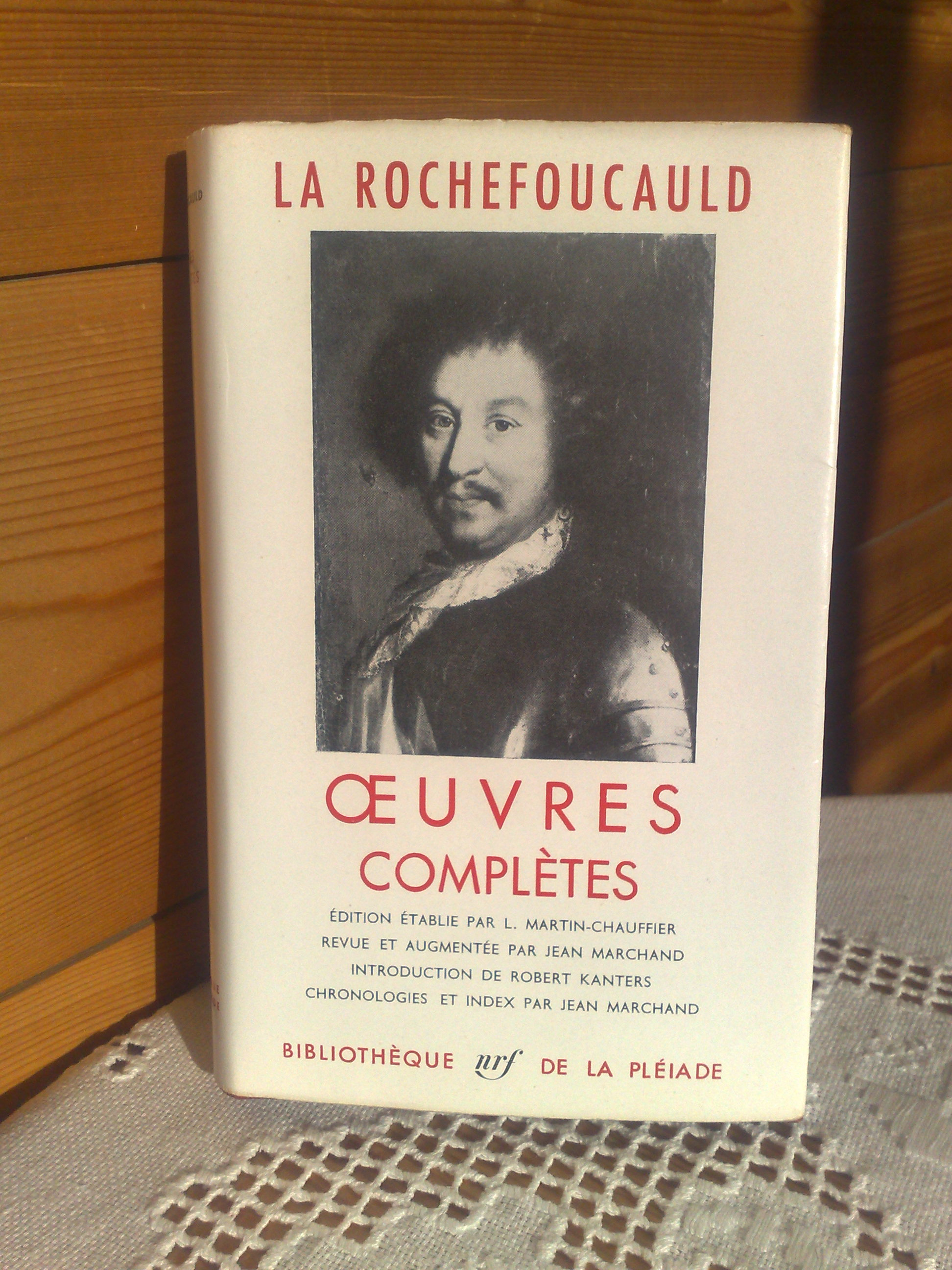
Összes műveinek 1957-es díszkiadása a Pléiade-sorozatban

1653-ban, negyvenéves korában fogott hozzá első művének, a Mémoires-nak (Emlékiratok) összeállításához, s két évvel később kezdett viszonyt az éppen férjhez ment, 25 éves Madame de Lafayette-tel, aki – majd csak 1678-ban megjelenő – Princesse de Clèves (Clèves hercegnő) című híres regényét La Rochefoucauld közreműködésével írta.
1656-tól állandó vendége lett az irodalmi szalonoknak, különösen Madame de Sablé szalonjának, amelynek résztvevői – Pascal, Arnaud, Mademoiselle de Scudéry, Madame de Lafayette és mások – előszeretettel szerkesztettek aforizmákat, maximákat.
1659-ben egy portrégyűjteményben jelent meg első irodalmi műve, a Portrait de La Rochefoucauld par lui-même (La Rochefoucauld önarcképe). (Ugyanebben a kötetben olvasható Madame de Lafayette írása Madame de Sévignéről.) 1662-ben a második mű, a Mémoires (Emlékiratok) is megjelent, ezt követően La Rochefoucauld élete hátralévő 20 esztendejét jobbára az írásnak szentelte. XIV. Lajos visszafogadta a királyi udvarba, La Fontaine, a nagy meseíró pedig két meséjét is neki dedikálta, a L’Homme et son image (Az ember és a képe) és a Les Lapins (A nyulak) címűt.
Fő művének, a Maximes (Maximák) című aforizmagyűjteménynek több, egyre bővülő kiadása is megjelent még életében: az első 1664-ben még csak 316 maximát tartalmazott, a véglegesnek tekintett utolsó, két évvel halála előtt, 1678-ban már 504-et.
Párizsi palotájában az 1680. március 17-re virradó éjjel érte a halál, miután Jacques-Bénigne Bossuet kanonoktól, a trónörökös (a későbbi XV. Lajos) nevelőjétől, leendő meaux-i püspöktől, jelentős prédikátortól és egyházi írótól megkapta az utolsó kenetet.

## Művészete
La Rochefoucauld művészete mindenekelőtt abban nyilvánul meg, hogy rendkívül tömören, élesen tudja megfogalmazni az emberi gyengeségeket s azt a meggyőződését, hogy korának társadalma a hazugságra épül: Les hommes ne vivraient pas longtemps en société, s’ils n’étaient les dupes les uns des autres (Az emberek nem sokáig élnének társadalomban, ha nem tudnák egymást becsapni. – 87. maxima). Pascal ugyanezt így fejezi ki: La vie humaine n’est qu’une illusion perpétuelle: on ne fait que s’entre-tromper et s’entre-flatter. L’union qui est entre les hommes n’est fondée que sur cette mutuelle tromperie. (Az emberi élet folytonos illúzió: becsapjuk egymást, hízelgünk egymásnak. Az emberek közti szövetség egyedül erre a kölcsönös megtévesztésre épül.)
A Maximák öt, még a szerző életében megjelent kiadásának szövegét összehasonlító irodalomtörténészek felfedezni vélik Madame de Lafayette-nek La Rochefoucauld-ra gyakorolt hatását; ennek tulajdonítják, hogy az első kiadások nyers megfogalmazásai az ötödik kiadásban egy-egy „gyakran”, „általában”, „néha” beszúrásával némileg enyhültek.

## Néhány maxima az ismertebbek közül
- 19. Nous avons tous assez de force pour supporter les maux d’autrui. (Mindnyájan elég erősek vagyunk ahhoz, hogy mások baját elviseljük.)
- 22. La philosophie triomphe aisément des maux passés et des maux à venir, mais les maux présents triomphent d’elle. (A filozófia könnyedén diadalmaskodik a múlt és a jövő bajai fölött, de a jelen bajai fölötte is diadalmaskodnak.)
- 31. Si nous n’avions point de défauts, nous ne prendrions pas tant de plaisir à en remarquer dans les autres. (Ha nem lennének hibáink, nem találnánk annyi örömet mások hibáinak felfedezésében.)
- 39. L’intérêt parle toutes sortes de langues, et joue toutes sortes de personnages, même celui de désinteressé. (Az érdek mindenféle nyelven beszél s mindenféle szerepet magára ölt, még az önzetlenség szerepét is.)
- 119. Nous sommes si accoutumés à nous déguiser aux autres, qu’enfin nous nous déguisons à nous-mêmes. (Annyira megszoktuk, hogy másoknak álruhában mutatkozzunk, hogy végül magunknak is abban mutatkozunk.)
- 122. Si nous résistons à nos passions, c’est plus par leur faiblesse que par notre force. (Ha képesek vagyunk ellenállni szenvedélyeinknek, azt jobbára gyengeségüknek, nem pedig erőnknek köszönhetjük.)
- 130. La faiblesse est le seul défaut que l’on ne saurait corriger. (A gyengeség az egyetlen hiba, amelyet nem lehet kijavítani.)
- 136. Il y a des gens qui n’auraient jamais été amoureux, s’ils n’avaient jamais entendu parler d’amour. (Vannak, akik sohasem lettek volna szerelmesek, ha sohasem hallottak volna szerelemről beszélni.)
- 138. On aime mieux dire du mal de soi-même que de n’en point parler. (Még rosszat mondani is jobban szeretünk magunkról, mint semmit.)
- 147. Peu de gens sont assez sages pour préférer le blâme qui leur est utile à la louange qui les trahit. (Kevesen elég okosak ahhoz, hogy jobban kedveljék a számukra hasznos bírálatot az őket megtévesztő dicséretnél.)
- 149. Le refus des louanges est un désir d’être loué deux fois. (Aki visszautasítja a dicséretet, azért teszi, hogy másodszor is megdicsérjék.)
- 216. La parfaite valeur est de faire sans témoins ce qu’on serait capable de faire devant tout le monde. (Az bátor igazán, aki tanúk nélkül is megteszi mindazt, amire képes, ha mindenki látja.)

## Művei
- 1659 – Portrait de La Rochefoucauld par lui-même (La Rochefoucauld önarcképe)
- 1662 – Mémoires (Emlékiratok)
- 1664 – Maximes (Maximák)

## Magyarul
A Maximák több kiadása megjelent magyar nyelven is, az elsőt 1810-ben Kazinczy Ferenc még németből fordította magyarra.
- Rochefoucauld maximái és morális reflexiói; németre ford. Friedrich Schultz, magyarra Kazinczy Ferenc, bev. Kis János; Geisztinger, Bécs–Trieszt, 1810
- La Rochefoucauld gondolatai; ford., bev. Béri Gyula; Franklin Ny., Bp., 1895 (Olcsó könyvtár)
- Gondolatok; ford. Benedek Marcell; Pantheon, Bp., 1924 (Remekírók Pantheonja)
- Gondolatok; ford., utószó Benedek Marcell; Európa, Bp., 1957 (Világirodalmi kiskönyvtár)
- Maximák; ford., utószó Szávai János; Helikon, Bp., 1990 ISBN 963-208-025-4)